# Porumbenii Mari, Harghita
Porumbenii Mari (în maghiară Nagygalambfalva), mai demult Golumba Mare, este satul de reședință al comunei Porumbeni din județul Harghita, Transilvania, România.

## Așezare
Localitatea Porumbenii Mari este situată pe malul drept al Târnavei Mari, la o altitudine de 425-475m, la limita sud-vestică a județului Harghita cu județul Brașov, pe drumul județean 137, Cristuru Secuiesc - Porumbenii Mari - Odorheiul Secuiesc, la 60 km. distanță de municipiul Miercurea Ciuc.

## Scurt istoric
Săpăturile arheologice făcute de-a lungul timpului pe teritoriul satului au adus bogate dovezi materiale ale existenței omului aici încă din cele mai vechi timpuri, astfel pe malul stâng al pârâului Vagas, în sudul "Cetății", s-a descoperit o așezare geto-dacică cu material aparținând perioadei Laténe sec. I î. Chr-sec. I d. Chr. iar pe malul lacului Rak o așezare preistorică.
Pe malurile pârâurilor Áj și Nagy s-au descoperit fragmente de vase modelate cu mâna și la roată de factură dacică și fragmente ceramice din epoca bronzului, migrațiilor și evul mediu (Periegheza E. Benkő 1986).
Pe terasele înalte deasupra văii Târnavei Mari s-au găsit fragmente ceramice aparținând culturii Coțofeni, Hallsttat și secolele XI, XII, XIII, piese de bronz din epoca bronzului târziu, material din epoca arpadiană, acestea dovedind existența unei așezări medievale atestată în documentele anului 1332 (Periegheza Benkő Elek 1998).
Din locuri neprecizate de pe teritoiul localității mai provin trei celți de bronz, un topor de bronz și un vârf de lance din epoca târzie a bronzului.
Biserica medievală a satului apare pentru prima oară în analele papale din 1332-1337. Biserica , astăzi biserică refomată, este o clădire gotică cu mai multe faze, ale cărei elemente medievale, în marea lor majoritate, au fost distruse la reconstrucția clădirii din sec. XVIII și XIX.

## Economie
Economia localității este una predominant agricolă bazată pe cultura plantelor și creșterea animalelor și susținută de industria produselor de morărit, panificație și activități comerciale.

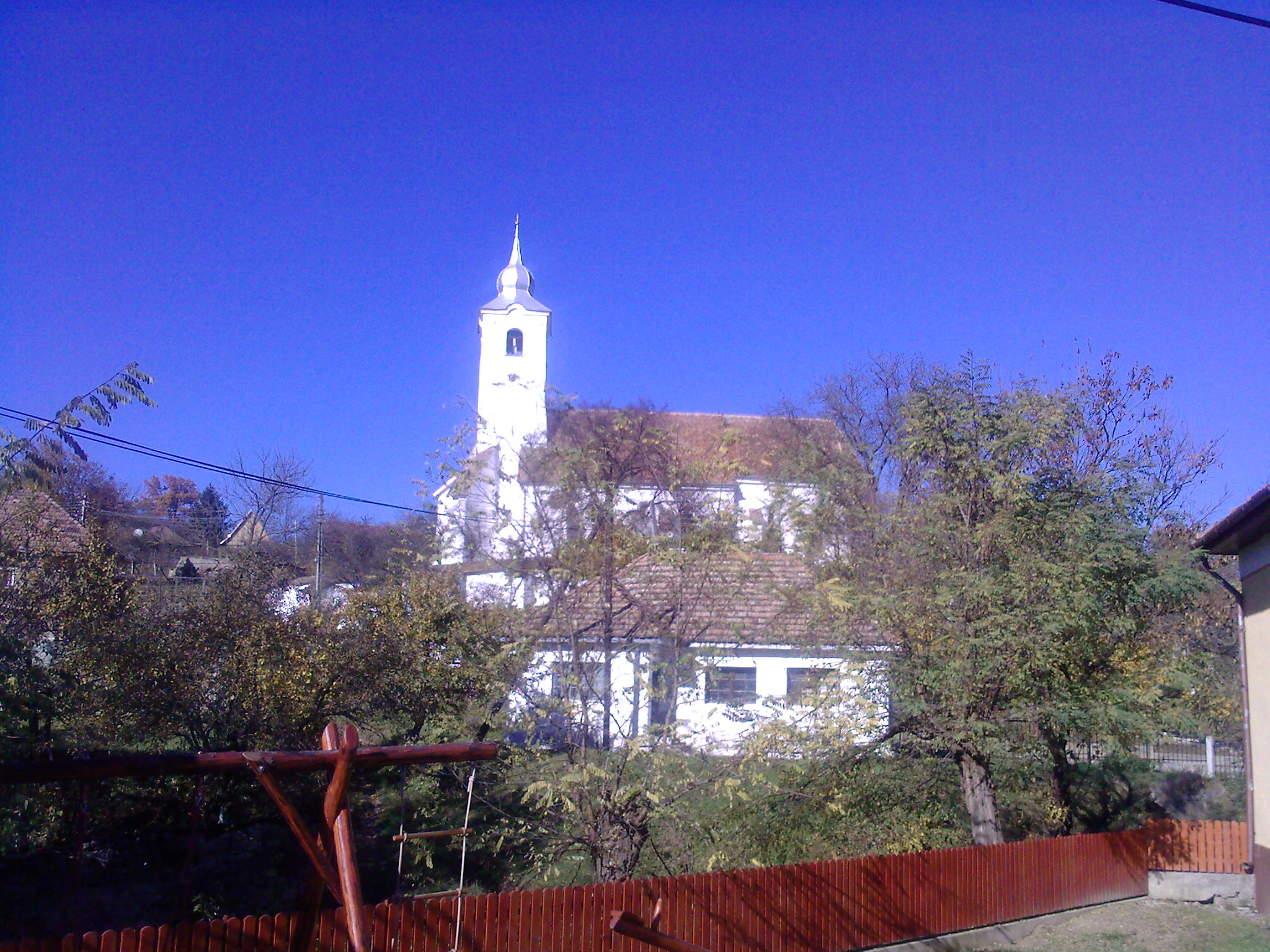
Biserica reformată din Porumbenii Mari, Harghita

## Personalități
- Sándor Kányádi (1929-2018), scriitor

## Monumente
- Biserica reformată, construită în secolul al XIII-lea
- Biserica greco-catolică, astăzi biserică ortodoxă cu hramul „Sfântul Nicolae”, construită în anul 1737
- Casa parohială a bisericii românești
- Muzeul Feleki Miklós
- Lacul Rak (rezervație naturală), format la sfârșitul epocii glaciare, în spatele unui val de alunecare, cu o suprafață de 2,8 ha.

## Imagini

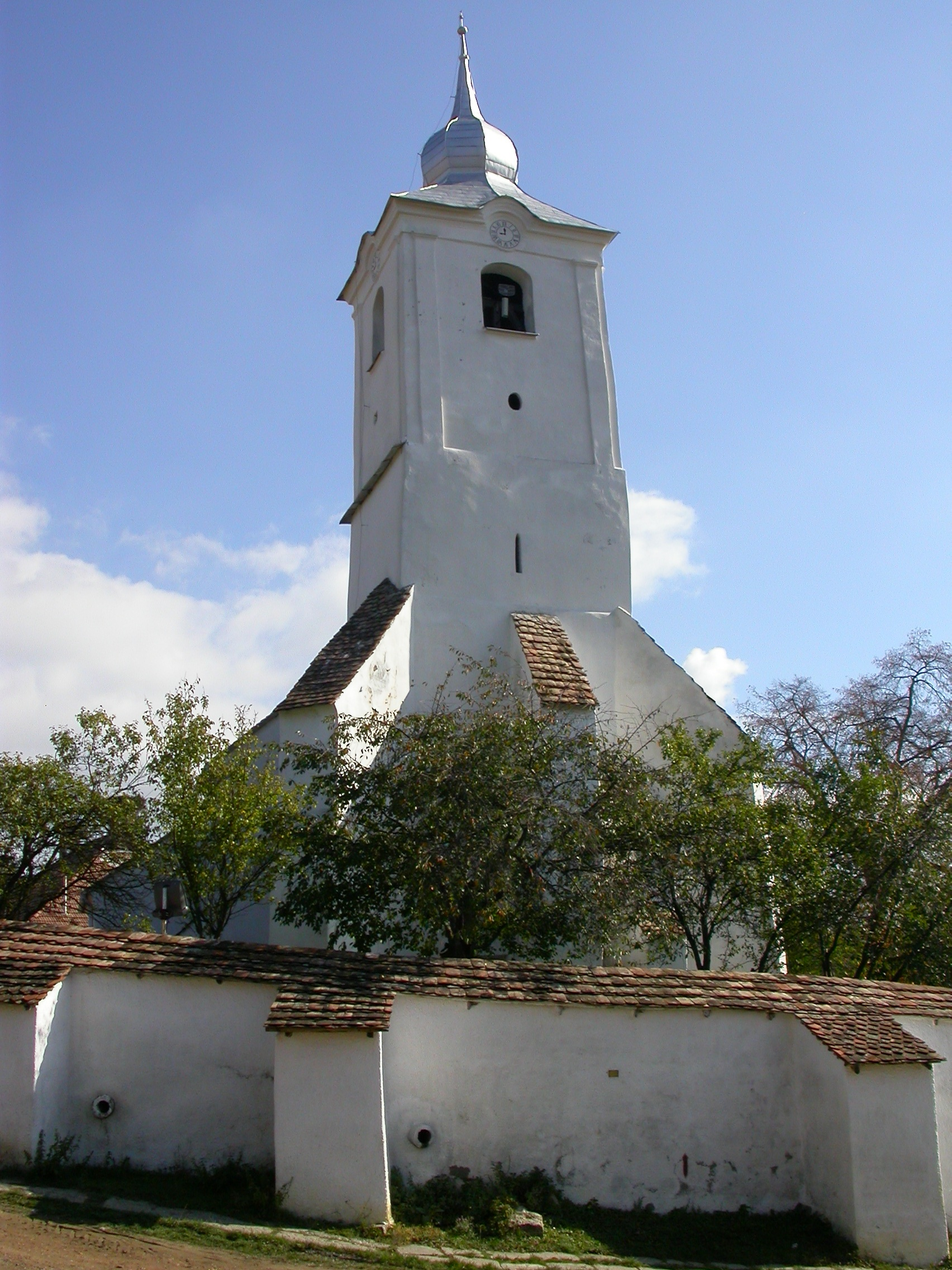
Biserica reformată (monument istoric)
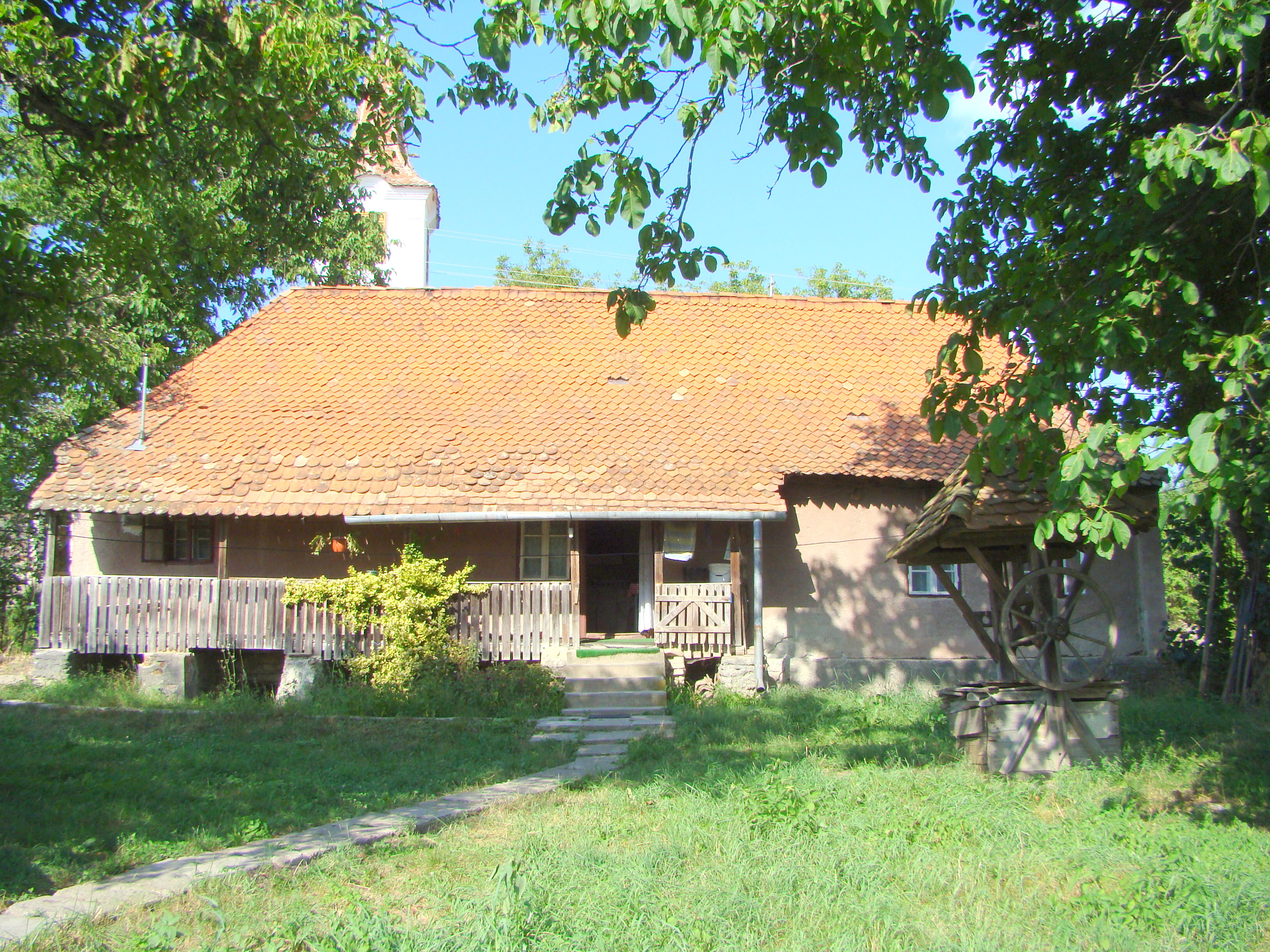
Casă de lemn, fosta casă parohială greco-catolică (monument istoric)
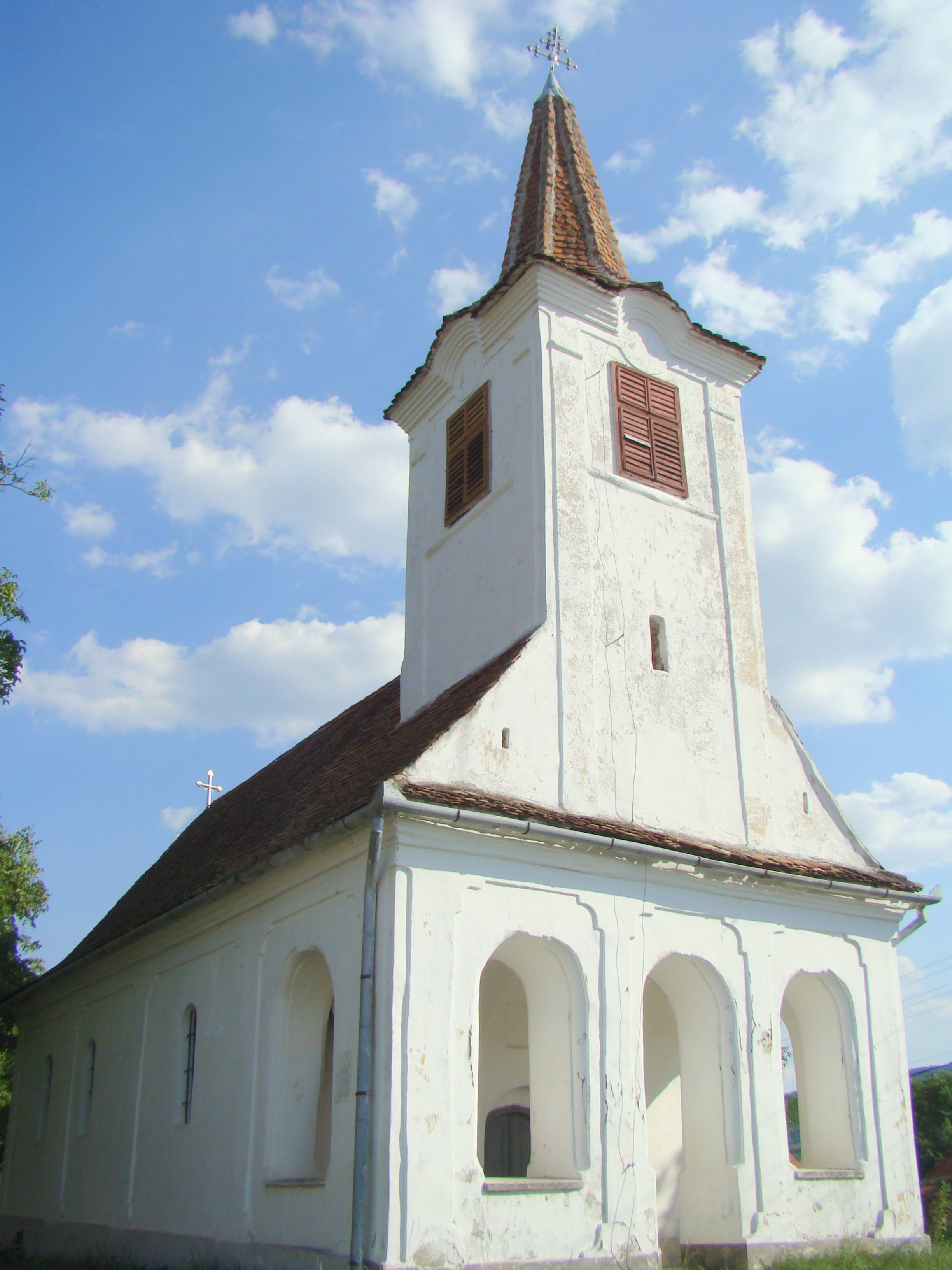
Biserica „Sfântul Nicolae” (monument istoric)
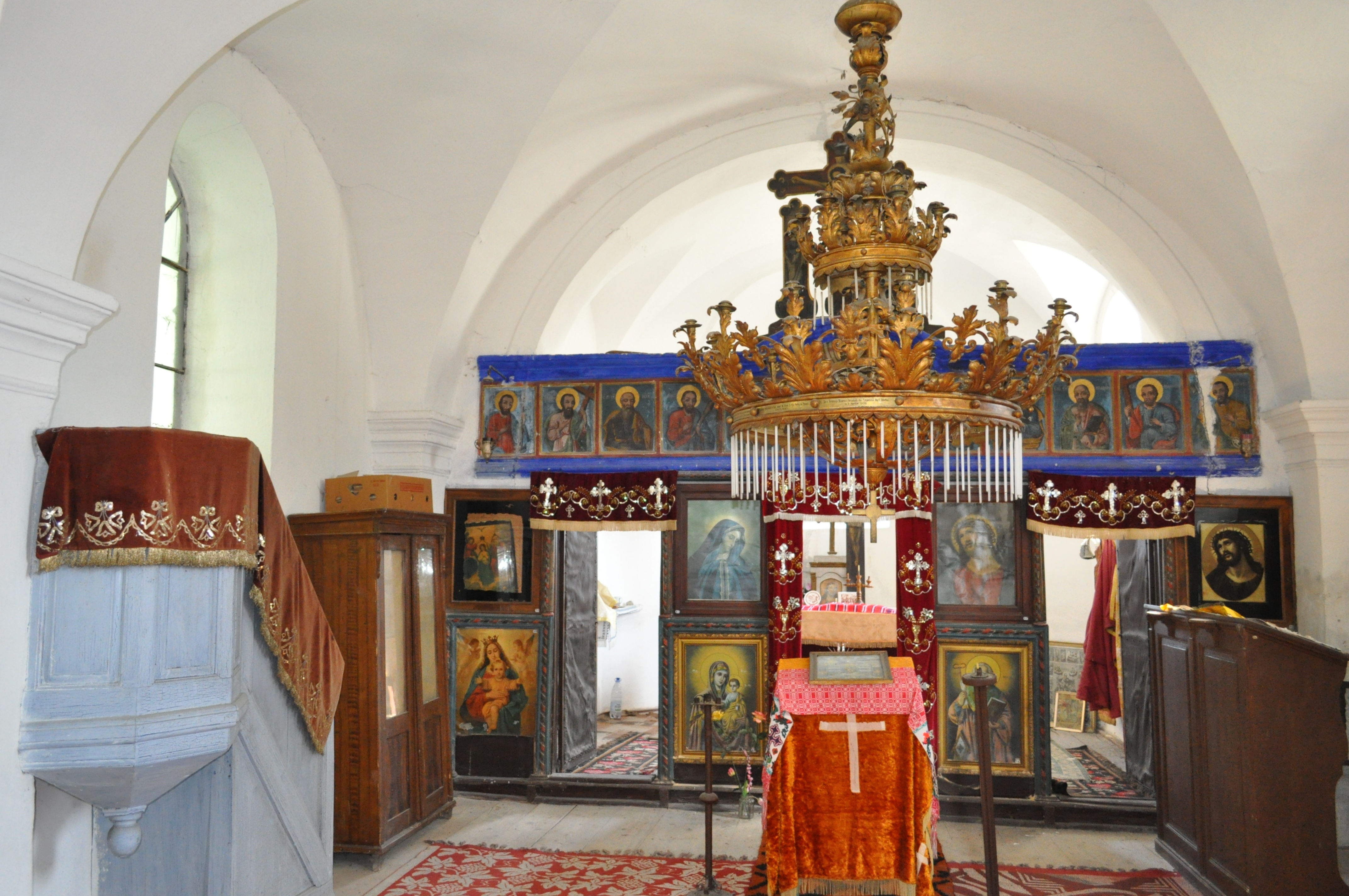
Biserica „Sfântul Nicolae” (1787)